# フハイカビ
フハイカビ（腐敗黴）とは、卵菌綱ツユカビ目フハイカビ科の属の1つであるフハイカビ属（学名: Pythium）に分類される生物のことである。ピシウムやピシウム菌、ピチウム菌ともよばれる。隔壁を欠く菌糸をもち、遊走子による無性生殖、配偶子嚢接合による有性生殖を行う（図1）。土壌や水中に広く分布し、基本的に腐生性（生きていない有機物を分解・吸収する）であるが、条件によっては植物に寄生し、根腐病や苗立枯病を引き起こすことがある。また、藻類や他の卵菌、菌類、動物に寄生することもあり、Pythium insidiosum はイヌやヒトに日和見感染してピシウム症（フハイカビ症）を引き起こす。
150種ほどが知られる大きな属であったが、分子系統学的研究によって単系統ではないことが示されたため、その範囲が再定義され、多数の種が別属（Elongisporangium, Globisporangium, Phytopythium など）に移された。ただし、これらの属は類似した特徴をもち、以下では現在は別属に移された種も含む広義の意味でのフハイカビ属について解説する。

## 特徴
フハイカビ属は、細い菌糸からなる糸状菌であり、菌糸は基本的に無隔壁で多核、分枝する（図1, 2a上）。寄生しているものでも、吸器（栄養吸収用に宿主細胞に差し込まれる構造）は形成しない。近縁のエキビョウキン属 (Phytophthora) に比べて、一般に成長速度が速い。

### 無性生殖
遊走子（鞭毛をもつ胞子）による無性生殖を行う。菌糸の先端または中間部が隔壁によって区切られて遊走子嚢が形成される。遊走子嚢の形態には多様性があり、糸状（菌糸と変わらず細い）、膨状（やや膨潤している）、棍棒状、球状などがある。ただし、分類学的整理によって、狭義のフハイカビ属は遊走子嚢が糸状または膨状のもの（図1）に限られている（下記参照）。遊走子は遊走子嚢から直接放出されることはなく、遊走子嚢から管（逸出管）を通って原形質が包嚢（球嚢、vesicle）で包まれた状態で逸出し、ここで原形質が遊走子へと分化した後に、包嚢が破れて放出される。包嚢は、遊走子嚢の細胞壁内層に由来する。原形質が遊走子に分化し始めてから、数分から30分程度で遊走子が放出される。
遊走子は、細胞腹面から前後に伸びる2本の鞭毛をもち、前鞭毛は管状小毛が付随する羽型鞭毛であり、後鞭毛はこれを欠く尾型鞭毛である。遊走子は、植物の根などに向かって遊泳する走化性（特定の化学物質に向かってまたは遠ざかる方向性をもった運動）を示すことがある。遊走子はふつう数時間遊泳可能であり、らせん状に遊泳する。
遊走子は着生し、鞭毛を落として細胞壁を形成し、シスト化（被嚢化）する。シスト化した遊走子は発芽し、菌糸体を形成するが、再び遊走子を形成することを繰り返すこともある。また、遊走子の部分が省略され、胞子嚢から直接発芽することもある（このような胞子嚢は分生子ともよばれる）。
菌糸の一部が膨潤して無性生殖単位となることがあり、hyphal swelling とよばれる（上図2bA–F）。また同様に菌糸の一部から形成され、厚壁化した無性生殖単位は、厚壁胞子とよばれ、耐久細胞となる。

### 有性生殖
フハイカビは、生卵器と造精器の配偶子嚢接合による有性生殖を行う（上図2bG–L, 下図3a）。菌糸体は複相（染色体を2セットもつ）であり、生卵器と造精器内で減数分裂が起こり、受精管によって細胞質がつながり、単相の核が融合、卵胞子を形成する。知られている種のほとんどはホモタリック（雌雄同株、自家和合性）であるが、ヘテロタリック（雌雄異株、自家不和合性）である種も報告されている。
生卵器は菌糸の頂端または中間に形成され、隔壁によって区画化される。生卵器が発達した突起で覆われている例もある（下図3b）。若い生卵器は多核であり、中央にある卵細胞質 (ooplasm) と、それを囲む周辺細胞質 (periplasm) に分化する。卵細胞質はふつう1個の卵（卵球）になるが、Pythium multisporum (= Globisporangium multisporum) などは複数の卵となる。多核であった卵細胞質の核は1–8個に減少し、減数分裂を行う。
造精器は生卵器の柄、または別の菌糸に形成され、細い菌糸状だが先端が膨らみ、1個または複数の造精器が生卵器に接する。造精器も多核であるが、1個に減少し、これが減数分裂を行なって4核になる。卵と造精器の間は受精管によってつながり、造精器から単相の核が送られ、受精する。受精卵は厚い細胞壁を形成して卵胞子となり、耐久細胞として機能する。この際、周辺細胞質が細胞壁形成に寄与することがある。
卵胞子は、ふつう一定の休眠の後に発芽する。直接発芽するものや、胞子嚢を形成するものがある。

## 生態
生育環境は極めて多様であり、熱帯から寒帯まで土壌や水域（河川、湖沼、海）に広く分布する。厚壁胞子や卵胞子は風乾土壌中で数年間生存することもある。基本的に腐生性であり、土壌生態系において分解者としても重要な存在であり、特に生長が速いため基質の分解初期に優占するが、競争には強くない。また、条件によってさまざまな植物に寄生するもの（条件的寄生性）が存在し、また藻類や卵菌、菌類、動物に寄生するものも知られている。
β-グルカナーゼやセルラーゼ、キチナーゼなどを分泌して生物遺体などの有機物を分解し、吸収栄養を行う。生きている生物に寄生し、宿主を分解、または宿主の自己分解によって生じた有機物を利用することもある。植物に対する熱安定性の毒素を生成する例も示唆されている。コーンミール寒天培地 (CMA) など一般的な菌類用培地で純粋培養が可能なものが多い。
一般的に、植物寄生性のフハイカビ類の宿主範囲は極めて広く、例えば Globisporangium ultimum (= Pythium ultimum) は様々な科に属する150種以上の植物に寄生することが報告されている。
Pythium oligandrum や Pythium acanthicum、Globisporangium nunn (= Pythium oligandrum) は、他のフハイカビ属や植物寄生菌など糸状菌に寄生することがある。
一部の種を除いて、チアミン要求性はない。

## 人間との関わり
フハイカビは基本的に腐生性であるが、条件によって生きた生物に寄生し、有用生物に害を与えることがある。そのような例を、下表1にまとめた。
フハイカビ（広義）の中には、有用植物に対して根腐病 (root rot) や立枯病 (damping off) などの病原菌となるものが多く知られている（下図4a–c, 下表1）。特に水はけが悪い場所に苗を密に植えた環境では、フハイカビによって多くの苗が腐ってしまうことがある（下図4a）。特に幼若期の草本に被害が大きく、木本でも苗に害が生じることがある。病害を引き起こすフハイカビは一般に宿主範囲が広い多犯性であり、特に Pythium aphanidermatum（31病害）、Pythium myriotylum（27病害）、Globisporangium ultimum（= Pythium ultimum; 25病害）などが様々な有用植物に害を与える。フハイカビは腐生能をもつため、また上記のようにふつう広い宿主範囲をもつため、これを完全に防除することは難しい。
フハイカビ属（狭義）の Pythium porphyrae は、食用のため養殖されるアマノリ（おもにスサビノリ）に寄生し、あかぐされ病を引き起こす。
Pythium flevoense は養殖アユの仔魚の内臓に寄生し、これを死亡させることがある。また、Pythium insidiosum は哺乳類（ウマ、ウシ、イヌ、ヒト）に日和見感染し、ピシウム症（ピチウム症、フハイカビ症 pythiosis）を引き起こす（上図4d）。
| 種                                                    | 病例 |
| ----------------------------------------------------- | --- |
| Pythium aphanidermatum                                | トウモロコシ腰折病、ホウレンソウ立枯病、インゲンマメ綿腐病、ダイズ苗立枯病、キャベツピシウム腐敗病、カーネーション根腐病、カボチャ根腐病、キュウリ綿腐病、タバコ舞病、トマト綿腐病、パセリ根腐病、レタス立枯病、キクピシウム立枯病など |
| Pythium myriotylum                                    | コンニャク根腐病、ショウガ根茎腐敗病、ホウレンソウ立枯病、アズキピシウム苗立枯病、インゲンマメ苗立枯病、カボチャ根腐病、キュウリ根腐病、ナス根腐病、サツマイモ白腐病、ゼラニウム茎腐病、シュンギク立枯病など                           |
| Pythium scleroteichum                                 | サツマイモ白腐病 |
| Pythium sulcatum                                      | ニンジンしみ腐病 |
| Pythium aristosporum                                  | コンニャク根腐病、サトイモ根腐病など |
| Pythium dissotocum                                    | チューリップピシウム葉枯病、ネギ根腐病、イネ苗立枯病、キクピシウム立枯病など |
| Pythium arrhenomanes                                  | イネ苗立枯病、サトウキビ根腐病、トウモロコシ根腐病など |
| Pythium graminicola                                   | イネ苗立枯病、コムギ褐色雪腐病、サトウキビ根腐病、シバピシウム病、トウモロコシ根腐病など |
| Pythium vanterpooli                                   | コムギ褐色雪腐病、シバピシウム病など |
| Pythium volutum                                       | コムギ褐色雪腐病、キュウリ根腐病など |
| Pythium porphyrae                                     | ノリあかぐされ病 |
| Pythium flevoense                                     | アユ内臓腐敗 |
| Pythium insidiosum                                    | 哺乳類のピシウム症 |
| Globisporangium debaryanum = Pythium debaryanum       | トウモロコシ茎腐病、エンドウ苗立枯病、カンバ類苗立枯病、ポプラ類苗立枯病、テンサイ苗立枯病、キュウリ苗立枯病、タバコ舞病など |
| Globisporangium iwayamai = Pythium iwayamai           | コムギ褐色雪腐病、オオムギ褐色雪腐病、ライムギ褐色雪腐病、チモシー褐色雪腐病、ソラマメ褐色雪腐など |
| Globisporangium paddicum = Pythium paddicum           | コムギ褐色雪腐病、オオムギ褐色雪腐病、ライムギ褐色雪腐病など |
| Globisporangium irregulare = Pythium irregulare       | チューリップ根腐病、ネギ根腐病、インゲンマメ苗立枯病、シクラメンピシウム根腐病、ゴボウ根腐病、レタス立枯病など |
| Globisporangium mamillatum = Pythium mamillatum       | アズキピシウム苗立枯病、インゲンマメ苗立枯病 |
| Globisporangium paroecandrum = Pythium paroecandrum   | クワイ赤枯症、トウモロコシピシウム苗立枯病、ホウレンソウ立枯病 |
| Globisporangium sylvaticum = Pythium sylvaticum       | ヤマノイモピシウム腐敗病、オオムギ黄枯病、トウモロコシピシウム苗立枯病、イチゴピシウム根腐病、アシタバ根腐病など |
| Globisporangium spinosum = Pythium spinosum           | チューリップ根腐病、ショウガ貯蔵根茎腐敗病、クローバ立枯病、アズキピシウム苗立枯病、イチゴピシウム根腐病、メロン苗立枯病など |
| Globisporangium splendens = Pythium splendens         | コショウ根腐病、メロン根腐萎凋病など |
| Globisporangium ultimum = Pythium ultimum             | カトレア苗黒腐病、ショウガ根茎腐敗病、オオムギ黄枯病、キャベツピシウム腐敗病、ダイコン腐敗病、インゲンマメ苗立枯病、イチゴ果実腐敗病、オクラ苗立枯病など                                                                               |
| Globisporangium uncinulatum = Pythium uncinulatum     | レタスピシウム萎凋病、マーガレット茎根腐病など |
| Globisporangium megalacanthum = Pythium megalacanthum | キャベツ苗立枯病、アスター立枯病など |
| Elongisporangium undulatum = Pythium undulatum        | カルミア苗立枯病、シクラメンピシウム根腐病 |
| Phytopythium helicoides = Pythium helicoides          | イチゴピシウム根腐病、バラ類根腐病、ブロッコリーピシウム腐敗病、キウイフルーツ根腐病、メボウキ根腐病、ガーベラピシウム根腐病など |

## 分類
フハイカビ属は、Pythium monospermum をタイプ種として、Pringsheim (1858) によって設立された。その後、Fischer (1892) は遊走子嚢の形態に基づいて Aphragmium、Nematosporangium、Sphaerosporangium の3亜属に分けた。これらを属として独立させたり、造卵器壁の表面構造や造精器の数や形状などに基づいて属や属内分類群が提唱されたが、一般的には受け入れられなかった。
21世紀になるとフハイカビ属に関する分子系統学的研究が多く行われるようになり、フハイカビ属がおよそ11個の系統群（クレードA–K）からなることが明らかとなり、この過程で、フハイカビ属が非単系統群であることが示された。このような系統的差異は、遊走子嚢の形態とおおよそ対応することが明らかとなり、Uzuhashi et al. (2010) によって、フハイカビ属を以下のように5属に分けることが提唱されている。このうち Phytopythium は系統的には狭義のフハイカビ属よりもエキビョウキン属やツユカビ属などに近縁であり、フハイカビ科からツユカビ科に移すことがある。
- フハイカビ属 Pythium Pringsh. (1858)
シノニム: Artotrogus Mont. (1849), Eupythium Eupythium Nieuwl. (1916), Nematosporangium (A. Fisch.) J. Schröt. (1897), Rheosporangium Edson (1915)
胞子嚢は糸状または膨状。
- Elongisporangium Uzuhashi, Tojo & Kakish. (2010)
胞子嚢は棍棒状または長円状でしばしば伸長する。
- Globisporangium Uzuhashi, Tojo & Kakish. (2010)
胞子嚢は球状。proliferation（遊走子放出後の遊走子嚢からの菌糸伸長）をする。
- Pilasporangium Uzuhashi, Tojo & Kakish. (2010)
胞子嚢は球状。proliferationは見られない。二次菌糸は複雑に分岐。
- Phytopythium Abad, De Cock, Bala, Robideau, A.M. Lodhi & Lévesque (2010)
シノニム: Ovatsporangium Uzuhashi, Tojo & Kakish. (2010)
胞子嚢は球状から洋ナシ状、ときに不規則定形。